# Oskar Gyldmark
Oskar Kristian Gyldmark (11. marts 1893 i København – 8. april 1977) var en dansk organist og komponist. Han var søn af skuespilleren Oskar Nielsen og bror til Leonard, Sven og Hugo, der alle ligeledes var musikere.
Allerede som dreng komponerede han musik til de tekster hans far fremførte, og i 1915 tog han organisteksamen som privatelev. I nogle år ernærede han sig derefter som koncertorganist, men fra 1921 var han organist og kantor ved Københavns Begravelsesvæsen. Ved siden af dette arbejde havde han et omfattende virke som kordirigent. Fra 1927 var han leder af mandskoret Brage, og desuden var han overdirigent for De samvirkede københavnske Arbejdersangkor og De samvirkende sjællandske Provins-arbejdersangkor.

## Musikken
Størstedelen af Oskar Gyldmarks musik er sange, og mange af dem arrangeret for kor. Det eneste nummer, der i dag er kendt i videre kredse, er melodien til Oskar Hansens Danmark for folket, men meget af hans store sangproduktion blev trykt og brugt i tiden. Mange af sangene og korsatserne er skrevet til forskellige arbejdersangkor eller diverse korsangsstævner. Specielt mandskorsangene er ofte af et agitatorisk tilsnit. Blandt tekstleverandørerne er ud over Oskar Hansen bl.a. den senere statsminister H.C. Hansen, Thor Lange, Harald Bergstedt, Hans Hartvig Seedorff Pedersen, Jeppe Aakjær og Harald H. Lund.
Vandresangen med tekst af Piet Hein, vandt i 1941 førsteprisen i "Politiken"s og Musikforlaget Engstrøm & Sødrings Vandresangs-Konkurrence 1941.

### Værker for orkester
| - Albumblad (orkester 1933) - Angoscioso (orkester) - Ballet Suite (orkester 1931 - Festivo; Cantilena; Scherzo) - Baroccosuite (orkester) - Dannevirkemarsch (orkester) - Danse ancienne (orkester 1919) - Danske Arbejderklange (orkester 1936) - Dansk Flyvermarsch (orkester 1942) - Foraar i Kina (orkester) - Fragment Symphonique (orkester 1919) - Furioso (orkester) - Impressioni d'Italia (orkester 1940) - Intermezzo (orkester) - Intermezzo burlesco/Lystigt Mellemspil (orkester 1941) - Catalansk Zigeunerrhapsodie (orkester) - Landlig Suite (orkester 1935 - En lystig Marsch; En lille sørgmodig Vise; En munter Vals) - Lille romantisk suite (strygeorkester 1946) - Melodie amoroso - Mélodie Mignonne (strygeorkester og celeste) - Menuet rococo (strygeorkester) - Orientalsk Tonedigt (orkester) - Serenade (orkester 1932) - Spansk Marsch (orkester) - To danske Folkeviser bearbejdet for Strygeorkester (Ebbe Skammelsøn; Dronning Dagmar - 1937) - Zigeunermarsch (orkester) - Valse caprice (orkester 1930) - Vaarbrud (Festpræludium for stort Orkester 1938) |

### Sange/korsange
Mange af sangene findes i flere versioner, enstemmigt med klaver, for mandskor, for blandet kor eller for 2-3 lige stemmer. Det er tilfældigt hvilken version, der angives her. Det er muligt, at den samme sang optræder flere gange f.eks. under sin titel og under sin første linje.
| - 1. maj-kantate (mandskor - 1938) - Aften ved Havet (sang 1932 - Xenius Rostock) - Arbetarsångarnas marsch (blandet kor - tekst Simon Bergström) - Barn jeg har skænket Livet (sang - tekst Gerda Wærum) - Bautasten (blandet kor 1949 - Albert Andkjær-Jensen) - Birk og Dug (sang) - Bøgen, birken og fyrren (3 lige sangstemmer 1946 - tekst Oskar Hansen) - Danmark for folket (sang - tekst Oskar Hansen) - Danmark hør Dit Hjerte slaar (blandet kor 1941 - tekst Kristian Krater) - Danmarks Have (sang 1930 - tekst L.C. Nielsen) - Danmark i Sol og Byger (mandskor 1946 - tekst Ejnar Nielsen-Skovholt) - Danmark, mit Land (mandskor 1947 - tekst A.D. Henriksen) - Den vestjydske Landarbejder (sang 1938 - tekst Katrin Damgaard) - Den vildeste Hede/Nu falder Duggen (sang 1930 - Mylius Erichsen) - Der rider en Konge (sang 1941 - H. H. Seedorff) - Der staar to Roser (sang 1914) - Det danske brød (mandskor 1952 - tekst Jeppe Aakjær) - Det grønne Foraar (blandet kor 1935 - tekst Thøger Larsen) - Drikkevise (mandskor 1935 - tekst Sophus Nervil) - Du danske Haandværksmand (mandskor 1940 - tekst F. Lindegaard) - Du glæder Dig ved Rosens Duft (kor - Thorvald Kierkegaard) - Efteraar (sang 1930) - Engel fra Edens Have (sang - tekst Thor Lange) - Egens Sang (sang 1931 - tekst Sophus Michaëlis) - En stille høstlig Brusen (sang) - Et lille Sted (sang 1938 - tekst Katrin Damgaard) - Festivalsangen (blandet kor 1956) - Firehændig Stemning (sang 1938 - tekst Oskar Hansen) - Flittig neve og strevsomme sinn (mandskor 1939 - tekst Arne Paasche Aasen) - Forladt (kor 1942 - tekst Jeppe Aakjær) - Foraarsdagen (blandet kor 1939 - tekst Hans Werner) - Fremad Kammerater (mandskor 1948 - tekst A.C. Poulsen) - Fremad paany (sang 1948 - tekst H.C. Hansen) - Frihedssang (mandskor 1939 - tekst Hans Werner) - Friskt Vejr/Det dufter af regn (mandskor - Kaalund) - Gift dig ikke med den rige - (mandskor 1949 - serbisk tekst ved Thor Lange) - Hedevandring/Her har jeg Himlene over min Isse (blandet kor 1938 - Jeppe Aakjær) - Humlebien/Du laadne Humlebi (sang 1930 - Jeppe Aakjær) - Hvidbirken (mandskor 1950 - tekst Thor Lange) - Hyldest til Sangen/Sanger Fanfare (mandskor - tekst Christian Rølling) - Hæv mod Himlens rene Blaa (kor - Thorvald Kierkegaard) - I Mindelunden hviler tyst, de danske drenge (sang 1955 - tekst Knud Alsinger) - I Seraillets Have (mandskor 1929 - tekst J.P. Jacobsen) - Jeg plukker tre frosne Kviste (sang 1914 tekst Thor Lange) - Julesang (kor - Arnold Hending) - Jylland/Der dukker af Disen (sang - tekst Jeppe Aakjær) - Kløver (sang 1932 - Helge Rode) - Kom mi' bette Kipkal (sang 1943 - tekst Jeppe Aakjær) - Lad Funkerne fyge (sang 1934 - tekst Oskar Hansen) - Lenaustemninger (mandskor 1949 - tekst Thor Lange) - Lyt til nye Tiders Tanker (mandskor 1937 - tekst H.C. Hansen) - Maj (sang 1933 - Arnold Hending) - Majsol (sang 1921 - tekst Jeppe Aakjær) - Midsommertale (mandskor 1944 - tekst: Arnold Hending) - Min Sjæl er i Guds Haand (kor - Thorvald Kierkegaard) - Mit lille lave Sletteland (blandet kor 1955 - tekst Hansigne Lorenzen) - Mens Maanen skjærar/ Og ledes din Sjæl ved Dagens Støj (sang - tekst Jeppe Aakjær) - Moders Maal (sang 1943 - tekst Gerda Wærum) - Morgensang (mandskor 1944 - tekst A. C. Poulsen) - Nattergal, min Nattergal (mandskor 1949 - Thor Lange) - Nocturne (mandskor 1943 - tekst Thor Lange) - Nordens Fremtid (sang 1940 - tekst Anne Katrine Damgaard) - Nu gaar Vaaren ind over Danmark (blandet kor 1942 - tekst Oskar Hansen) - Nu har Danmark Julesind (sang) - Nødig sige vi "Farvel" (mandskor 1945 - tekst B.S. Ingemann) - Og lægger du et Frø i Muld (sang 1948 - tekst H.C. Hansen) - Ole (Ole sad på en knold? - kor) - Pagen højt paa Taarnet sad/Genrebillede (mandskor 1943 - tekst J.P. Jacobsen) - Pilgrimsgang (sang 1938 - tekst A.C. Meyer) - Paa Havet (sang 1922 - tekst Arnold Hending) - Sang er som Solen (blandet kor - Leo Meyersahm) - Sangen har Lysning (mandskor 1941 - tekst Bjørnstjerne Bjørnson) - Sangen om fred/Og har du et sind (sang 1938 - tekst Oskar Hansen) - Sangen om sorgen (sang med klaver - tekst Tom Kristensen) - Sankt Hans (sang 1934 - tekst Arnold Hending) - Sensommersangen/Den muntre Brise kommer (sang 1927 - Sophus Nervil) - Serenade (sang 1932 - tekst Alfred Holck) - Sig mig kun, hvorfor du sørger (sang 1943 - tekst Thor Lange) - Silkesko over gylden Læst (mandskor 1944 - tekst J.P. Jacobsen) - Skotsk Folkevise (sang 1927 - Thor Lange) - Snegrav (sang 1914) - Solhvervssang/Vor Sol er bleven kold (sang 1932 - tekst Joh. V. Jensen) - Solnedgang (6-stemmig mandskor 1928 - tekst Sofus Nervil) - Som en stridende elv (sang 1953 - tekst A.C. Poulsen) - Sommernatsvinden (sang 1938 - tekst Harald Bergstedt) - Sommarnatt (sang 1945 - tekst Anna Klein Monberg) - Sommervise/Du danske Sommer, jeg elsker dig (sang - Thøger Larsen) - Stille Sne (sang 1932 - tekst Harald Bergstedt) - Store Gud, evige Gud (kor - Thorvald Kierkegaard) - Sønderjylland (sang) - Saae du ej tidt en Svale (sang 1944 - tekst Chr. Winther) - Til min Elskede (sang - tekst Victor Skaarup) - Tjenst'drengen (sang 1938 - tekst Katrin Damgaard) - Under Sorgens tunge Tid (kor - Thorvald Kierkegaard) - Ungdom og Sang (blandet kor 1938 - Aksel eller Ernst V. Sørensen) - Vandresangen (mandskor 1941 - tekst Piet Hein) - Ved Laasby Kirke (mandskor 1941 - tekst Thor Lange) - Ved Vesterhavet (mandskor 1942 - tekst Jeppe Aakjær) - Velkommen Frænde-Folk fra Nordens Lande (kor 1946 - tekst Oskar Hansen) - Vi bygger Fremtidens Danmark (sang 1937 - tekst Oskar Hansen) - Vi er folket fra lager, fra disk og kontor (sang - tekst Oskar Hansen) - Vinget glider alt forbi os (sang 1942 - tekst Kerstin Söderholm/oversat af Evald Longfors) - Vort Danmark (sang 1938 - tekst Cai M. Woel) - Vort Land (sang 1932 - tekst Mads Nielsen) - Vort Land blev rejst (mandskor 1948 - tekst H.C. Hansen) - Vuggevise/ Stille nu, Barnlil! (sang 1914 - tekst Henrik Ibsen) - Vaarsang (sang 1930) - Zigeunervise (sang - tekst Thor Lange) |

### Diverse
| - Frihedshymne (blandet kor, damekor, mandskor, recitator og orkester 1954 - tekst A.C. Poulsen) - Det er Norden (6-stemmig blandet kor og blæsere 1940 - tekst Oskar Hansen, Arne Paasche Aasen og Ture Nermann) - Lyksalig, lyksalig hver sjæl, som har fred (præludium for orgel) - Danmark er Landet (orkester og sang 1944 - tekst Sigfred Pedersen) - Capriccio (klaver og orkester 1943) - Romance i D-dur (violin og klaver - 1944) - Jul i Købmandsgaarden 3 sange til teaterstykket 1938 (Julens Bebudere, December og ?? - tekster Sophie Breum og Thorvald Larsen) Musikken til filmen af samme navn er skrevet af Sven Gyldmark. |